# Mario De Renzi
Mario De Renzi (Roma, 17 novembre 1897 – Roma, 22 novembre 1967) è stato un architetto e urbanista italiano.

## Biografia
Nasce a Roma il 17 novembre del 1897.
Ultimati gli studi in Architettura presso l'Accademia di belle arti di Roma come allievo di Arnaldo Foschini diviene presto un giovane architetto di successo.
Nel primo dopoguerra inizia la sua attività professionale presso lo studio di Alberto Calza Bini e consegue una notevole serie di affermazioni in concorsi, approfondendo la tradizione romana.

Il Palazzo Federici a Viale XXI Aprile a Roma in una foto del 1938

Dal 1929 al 1943 a Napoli è professore incaricato di Disegno presso la Facoltà di Architettura della Università degli Studi di Napoli Federico II.
La maggior parte delle sue opere tuttavia si trova a Roma.
La prima parte della sua attività di progettista è caratterizzata da una notevole produzione di edilizia popolare come le case per i dipendenti del Governatorato in via Andrea Doria (1929) e piazza Mazzini (1931).
Nel 1931 progetta la sua prima opera di rilievo: l'immenso isolato di case convenzionate Federici in viale XXI Aprile, (scelto più tardi da Ettore Scola per ambientarvi "Una giornata particolare" con Mastroianni e la Loren), con il quale si inserisce nella corrente del "Movimento Moderno".
Negli anni trenta comincia un sodalizio progettuale con Adalberto Libera che si rivelerà tra i più fecondi dell'anteguerra in ambito romano, e la cui produzione procederà in direzione del "razionalismo italiano".

L'allestimento della Mostra della Rivoluzione Fascista 1932

Nel 1932  realizza, appunto con Libera, il padiglione della Mostra della Rivoluzione Fascista. In quest'opera, ed in particolare negli stilizzati fasci littori del suo ingresso, emerge pur nella tendenza razionalista dell'architetto romano qualche concessione palese al "movimento futurista".
Nel 1933, realizza sempre con Libera il palazzo delle Poste di via Marmorata con il quale aderisce ormai pienamente all'architettura "razionalista". Questa opera, che se da una parte evidenzia l'aggiornamento delle tecniche e dei  materiali proprio di questo periodo, dall'altra attribuisce un netto valore figurale dell'oggetto, trascendendo dall'espressione puramente funzionalista del medesimo.  La forma, in questo caso, pur entro i parametri del linguaggio contemporaneo, riesce ad evocare  il sapore degli edifici classici, tanto caro agli architetti romani.
Nel 1935 con Giorgio Calza Bini realizza la palazzina Furmanik (dal nome del committente) a lungotevere Flaminio, che conferma ed anzi esalta la tendenza "razionalista" e, che, risulta apprezzata anche da Walter Gropius, in una gita romana del fondatore della Bauhaus.
Nel 1937 cura la Mostra nazionale delle colonie estive e dell'assistenza all'infanzia, svoltasi nel Circo Massimo.
Nel dopoguerra è ancora attivo nell'attività edilizia romana.
Nel 1949 con Saverio Muratori è impegnato nella progettazione urbana e nel disegno di alcuni edifici del quartiere INA-Casa a Valco San Paolo.
Nel 1952, sempre con Muratori è la realizzazione del quartiere INA-Casa al quartiere Tuscolano.
Nello stesso 1952 diventa presidente dell'Ordine degli Architetti di Roma per due anni consecutivi.

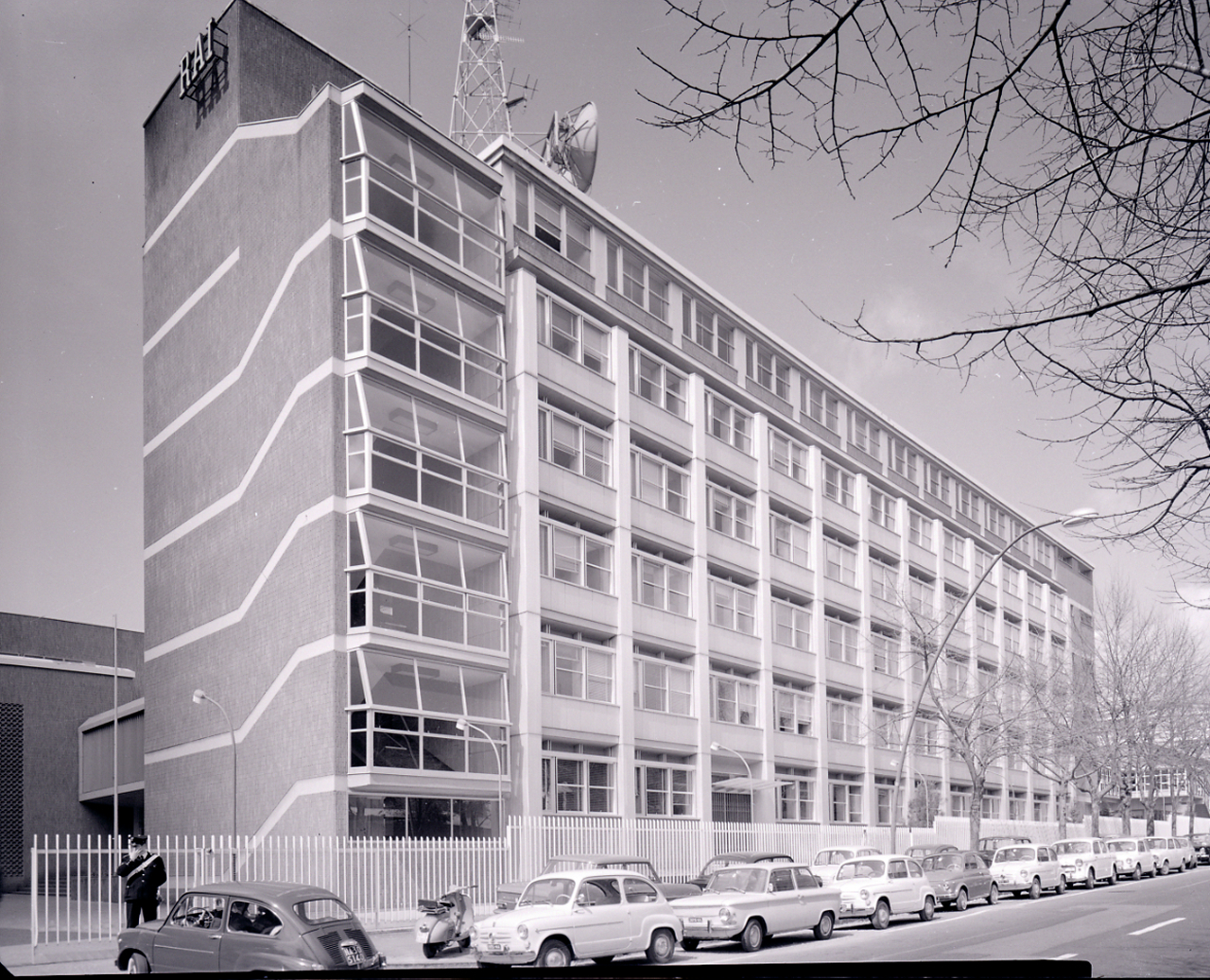
Il centro di produzione RAI di Napoli (con Renato Avolio De Martino e Raffaele Contigiani). Foto di Paolo Monti, 1966.

Il suo capolavoro è considerato tuttavia la villa per la sua famiglia a Sperlonga del 1957 attualmente di proprietà della famiglia Cimino.
Muore a Roma il 22 novembre 1967.

## Opere principali

### Roma
- case per i dipendenti dei Governatorato in piazza Mazzini (1925-28, in coll.)[1]
- case economiche in via A. Doria (1927-31) in collaborazione con Luigi Ciarrochi[2]
- villino Capellini in via Mecenate (1928-30)
- case modello nella borgata-giardino alla Garbatella (1929)
- case convenzionate Federici a viale XXI Aprile (1931)
- palazzo delle Poste di via Marmorata (1933-35), con Adalberto Libera
- palazzo delle Forze Armate (oggi Archivio Centrale dello Stato), (1938-39, in coll. con Figini e Pollini)
- palazzina Furmanik al lungotevere Flaminio (1938-40)
- quartiere Valco San Paolo (1949-52) [3]
- quartiere INA Casa Tuscolano II (1952-55, in collaborazione con Saverio Muratori e altri).[4]

## Altre opere

### Bari
- casa-torre a trifoglio[5]

### Potenza
- palazzo INA in piazza Mario Pagano (1937)[6]